# Göktuğ Bakırbaş
Mehmet Göktuğ Bakırbaş (* 1. Juni 1996 in Izmir) ist ein türkischer Fußballtorhüter, der für den Erzurumspor FK spielt.

## Karriere

### Verein
Bakırbaş kam in Konak, einem Stadtteil Izmirs auf die Welt und begann hier mit dem Vereinsfußball in der Jugend von Göztepe Izmir. Hier erhielt er dieses Mal einen Profivertrag und wurde Teil der Profimannschaft. Sein Profidebüt gab er am 30. April 2016 in der Zweitligapartie gegen Gaziantep Büyüksehir Belediyespor. Mit Göztepe beendete er die Saison als Play-off-Sieger und schaffte so den Aufstieg in die Süper Lig.
Im Sommer 2017 wurde er für eine Spielzeit an den Zweitligisten Manisaspor ausgeliehen. Am 3. März 2018 im Zweitligaspiel gegen Denizlispor, erzielte Bakırbaş in der 3. Nachspielminute als Torhüter das 2:2 Ausgleichstor.

### Nationalmannschaft
Bakırbaş fiel nach den Nationaltrainern der türkischen U-15-Nationalmannschaft auf und wurde das erste Mal im Dezember 2010 für die Nationalmannschaft nominiert. Er absolvierte für die U-15 zwei Begegnungen. Anschließend folgend auch Einsätze für die U-16-, für die U-17- und für die U-19-Auswahl seines Landes.

## Erfolge
Mit Göztepe Izmir
- Play-off-Sieger der TFF 1. Lig und Aufstieg in die Süper Lig: 2016/17